# Гузовський Олександр Олександрович
Олександр Олександрович Гузовський (нар. 16 березня 1904 — квітень 1986) — співробітник радянських органів держбезпеки, полковник, працював під дипломатичним прикриттям.

## Життєпис
Народився 16 березня 1904 в Катеринодарі (нині — Краснодар). З 1919 працював робітником на фруктово-чайній фабриці в Ташкенті, пакувальником, торговим агентом тощо.
У 1920 почав працювати шифрувальником у відділі зовнішніх зносин Комісії ВЦВК зі справ Туркестана, і далі в Наркоматі зовнішніх справ, у Повноважному представництві, Генеральному консульстві СРСР у Туреччині.
У 1929 закінчив Московський інститут сходознавства.
У грудні 1928 почав працювати в органах держбезпеки — у дипломатичних представництвах СРСР у Туреччині. У травні 1933 повернувся в СРСР і працював у різноманітних відділах ОДПУ, НКВС, НКДБ СРСР. У Народному комісаріаті державної безпеки СРСР очолював 2-й відділ 2-го (контррозвідувального) управління, що займалося боротьбою з японською розвідкою.
З жовтня 1943 був першим секретарем Повноважного представництва СРСР при Французькому комітеті національного визволення в Алжирі. Після деокупації Франції — першим секретарем, радником Посольства СРСР у Франції.
У квітні 1946 повернувся в СРСР і в січні 1947 в ранзі полковника вийшов у відставку. Працював начальником відділу інформації Видавництва іноземної літератури.
У листопаді 1947 — заарештований. У серпні 1954 звільнений, повернувся до роботи у видавництві, був старшим редактором, головним бібліографом. У 1957-80-х працював головним бібліографом, керівником відділу імпорту, старшим науковим редактором видавництва «Прогрес». Вийшов на пенсію в серпні 1980. Мешкав у Москві.
Помер у квітні 1986.

## Відзнаки
Почесний робітник ВЧК-ДПУ. Нагороджений орденом Червоного Прапору, двома орденами Червоної Зірки, орденом «Знак Пошани» і низкою медалей.